# Сольц, Арон Александрович
Арон Александрович Сольц (10 (22) марта 1872, Солечники, Виленский уезд, Виленская губерния — 30 апреля 1945, Москва) — российский революционер, писатель и журналист, юрист, политик, старый большевик (был известен как «совесть партии»), член ЦКК РКП(б), председатель юридической коллегии Верховного Суда.

## Биография
Родился в многодетной семье купеческого первой гильдии сына, потомственного почётного гражданина Александра Мееровича Сольца (1842—?), уроженца Воронова (Лидский уезд), и Леи Вульфовны Сольц (1843—?), родом из Лиды (девичья фамилия матери была также Сольц — родители приходились друг другу троюродными братом и сестрой), переехавших в Солечники из Вильны за год до его рождения и не позднее 1876 года вернувшихся в Вильну. Дед, Меер Аронович Сольц (1828—?), был причислен к виленским купцам первой гильдии в 1864 году и получил потомственное почётное гражданство в 1866 году.
Окончил Первую Виленскую гимназию, во время учёбы был дружен с Василием Качаловым, их дружеские отношения сохранялись и в дальнейшем, под влиянием товарища Качалов быстро (но ненадолго) становился большевиком.
Учился на юридическом факультете Петербургского университета (не окончил). Член РСДРП с 1898 года, участник революции 1905—1907 годов. В 1903 году был с Анной Зевиной арестован в Екатеринославе за организацию подпольной типографии, осуждён на 6 лет, но освобождён досрочно в 1905 году.
В 1907 году вместе с сестрой Эсфирью отправлен под надзор полиции в Тюмень. Организовал там выпуск первой нелегальной газеты «Тюменский рабочий». Через 5 месяцев газета была закрыта жандармами, Сольца отправили в ссылку в Туринск. По окончании ссылки вновь пытался обосноваться в Тюмени, чему воспрепятствовали жандармы.
В 1912 году оказался в очередной ссылке в Нарыме, которую отбывал вместе со Сталиным.
В 1917 году член Московского комитета РСДРП(б), а также редакций газет «Социал-демократ» и «Правда». В 1918 году — противник заключения мира с Германией, «левый коммунист». С 1920 года член ЦКК РКП(б), в 1923—1934 годах член Президиума ЦКК. Курировал строительство заключёнными Беломорско-Балтийского канала. Заведовал распределением продовольствия в дни голода. Когда[когда?] рабочие, доведённые до отчаяния ничтожными пайками, пришли проверить его припасы, они нашли в доме две мороженые картофелины.
С 1921 года член Верховного суда РСФСР и заведующий юридическим отделом Рабкрина, с 1923 года — Верховного суда СССР.
С 1935 года — заместитель прокурора СССР А. Я. Вышинского, затем председатель юридической коллегии Верховного Суда. В годы Большого террора был одним из немногих, кто открыто стал уличать власти в фальсификации уголовных дел. В октябре 1937 года в выступлении на конференции свердловского партактива потребовал создать специальную комиссию для расследования деятельности своего начальника Вышинского. По словам Юрия Трифонова, в ответ на арест его отца Валентина Трифонова Сольц заявил Вышинскому: «Я знаю Трифонова тридцать лет как настоящего большевика, а тебя знаю как меньшевика!».
В феврале 1938 года отстранён от работы в прокуратуре и принудительно помещён в психиатрическую клинику (Сольц пытался добиться приёма у Сталина, но ему отказали). Находился в психиатрической клинике на принудительном лечении, затем работал архивариусом в Музее народов СССР.

Председателю Верховного Военного Суда
т. Ульриху
Заявление
Было время, когда я работал с Вами в Комиссии по амнистиям ЦИК СССР, и работа была довольно согласная, мы как будто одинаково оценивали дела и людей. Считаю поэтому возможным сейчас обратиться к Вам.
21 апреля 1939 года была осуждена Военной Коллегией Верховного Суда моя племянница Анна Григорьевна Зеленская, разошедшаяся с Зеленским лет 10 тому назад и проживавшая до тех пор у меня на квартире, из которой она была взята в недобрые дни, когда дела сочинялись и обвинения составлялись под руководством Вышинского. Ее осудили на 9 лет с поражением на 5 лет, с конфискацией имущества, и она уже сослана на крайний Север в Норильск. А между тем она ни в чем не повинна. Обвинялась она по работе в НКПС по заготовке леса исключительно по оговору без каких-либо доказательств.
За последнее время в «Правде» часто стали появляться сообщения о судах над клеветниками, благодаря которым были невинно осуждены многие лица. Я полагаю, что вина клеветников не столь велика, если суд таков, что так охотно прислушивается к оговорам и по ним судит. Отвечать крепче гораздо должны судьи неправедные и прокуроры, которые допускают такие приговоры.
5-го июля 1939 года разразился статьей в «Правде» Председатель Верховного Суда СССР Голяков. В ней он разъясняет, что суд должен быть правильный и права подсудимого ограждены. На деле, признает он, это во многих случаях не соблюдается, чему он приводит много примеров. Их, к сожалению, гораздо больше, их многие тысячи, и поздно немного обращается Голяков с призывами улучшить работу суда.
Надо более решительными мерами воздействовать на господ судей. Наибольшую бесцеремонность с подсудимыми позволяют себе военные прокуроры и военные судьи. Я Зеленскую великолепно знаю, во время работы в НКПС она жила у меня. Она не могла совершить преступления, она в худшем случае могла только ошибиться.
Я прошу Вас затребовать дело и сказать свое слово.
Если Вы этого не сделаете, то по существу за это неправое дело будете нести ответственность и Вы.
Сентябрь 1939 г.
А. Сольц:186—187

В начале Великой Отечественной войны Сольц и его дети вместе с группой старых большевиков были эвакуированы в Среднюю Азию. А. А. Сольц вместе с приёмным сыном Женей жил на территории дома отдыха «Медсантруд» в Ташкенте одновременно с семьёй писателя Юрия Трифонова (с которой состоял в дальнем родстве). Т. В. Трифонова в воспоминаниях замечает, что он уже был тяжело болен и многих не узнавал. В начале марта 1943 года вместе с Трифоновыми возвратился в Москву.
Согласно воспоминаниям А. И. Микояна, Сольц скончался в психиатрической лечебнице в 1945 году:

Только в 1961 г. я узнал истину о его судьбе. О ней рассказала Шатуновская, работавшая в КПК. Сольц на Хамовнической партийной конференции выступил с разоблачением Вышинского, говорил, что тот фабрикует дела, что вредительства в партии нет. Причём в своём выступлении Сольц о Сталине и ЦК не говорил. Конференция встретила его выступление в штыки, его обвинили в клеветничестве и прочем. После этого его под предлогом сумасшествия увезли в тюрьму, куда помещались такие «сумасшедшие» и где люди скоро действительно сходили с ума или умирали. Против Сольца решили не искать обвинения — вот его как сумасшедшего и изолировали: конечно это было сделано с ведома Сталина. Там он и умер в 1945 г..

После смерти Сольца ни одна газета не поместила некролог. Урна с прахом А. А. Сольца помещена в колумбарий № 5 в здании бывшего крематория на Новом Донском кладбище в Москве.

## Семья
- Сестра — Эсфирь Александровна Сольц (1869—?)[17], член РСДРП(б) с 1903 года, подвергалась арестам и ссылке[18].
- Племянник — Исаак Григорьевич Сольц (1892—1940), ответственный секретарь ЦК КП(б) Туркестана (1921), заместитель начальника Главного управления по делам литературы и издательств при Народном комиссариате просвещения РСФСР (1931—1934), заместитель ответственного руководителя ТАСС при СНК СССР (1934—1936).
- Племянница — Анна Григорьевна Сольц — была замужем за председателем Среднеазиатского бюро ЦК ВКП(б) И. А. Зеленским.
- Двоюродный брат — Арон Павлович Лурия, социал-демократ, журналист и литератор[19].
- Сыном его двоюродной сестры был комбриг П. Г. Щедровицкий.

## Труды
- Сольц А. Н. Ленин. К пятидесятилетнему юбилею. — Пенза: Пенз. отделение Центропечати, 1920. — 22 с.
- Сольц А. А. Доклад контрольной комиссии на XI съезде РКП(б), 8 марта 1921.
- Сольц А. А. О партийной этике. — М., 1925 (Статьи «О партэтике», «О партийной этике»).
- Сольц А., Файнблит С. Революционная законность и наша карательная политика. — М.: «Московский рабочий», 1925. — 126 с.
- Сольц А. А. Для чего партии нужна самокритика? — М., 1933.
- Сольц А. А. Партия в борьбе с «рабочей оппозицией» // За большевистское изучение истории партии (сб. ст.). Вып. 2. — М., 1935.

## Образ в культуре
- Сольц является персонажем в романе Рыбакова А. Н. «Дети Арбата».
- Под именем Давида Шварца выведен в романе Ю. В. Трифонова «Исчезновение». Также Трифонов рассказывает о нём в «Отблеске костра».

### Киновоплощения
- Сергей Колтаков — «Дети Арбата», 2004